# Nathalie Bul'an'sung Sanata
Nathalie Bul'an'sung Sanata, née à Kinshasa le 16 janvier 1983, est une femme politique de la République Démocratique du Congo, élue sénatrice pour la province du Kwango le 15 mars 2019.

## Biographie
Nathalie Bul'an'sung Sanata est née à Kinshasa le 16 janvier 1983 d'une mère congolaise, Pina Bologna et d'un père congolais, Alphonse Bul-An-Sung, originaire de Popokabaka dans l'actuelle Province du Kwango anciennement Bandundu. Nathalie Bul'an'sung est la sœur de Patrick Bologna Rafiki, le président fondateur du parti ACO-Avenir du Congo.
En 2003, elle obtient à Kinshasa le Diplôme d'Etat, option commerciale et administrative à Kinshasa. Ensuite, elle part étudier en France et obtient en 2006 un BTS d'assistante de direction au Lycée d'Enseignement Polyvalent Privé L'Initiative à Paris.

## Vie professionnelle et politique
De 2008 à 2014, Nathalie Bul'an'sung Sanata est directrice administrative de la société REMEC sprl (Recherche et exploitation des Minerais de l'Est du Congo).
Elle est nommée conseillère chargée des sports féminins au cabinet de Sama Lukonde, ministre nationale de la Jeunesse, Sports et des Loisirs dans le gouvernement Matata II du 7 décembre 2014 au 25 septembre 2015.
En 2015, elle est chargée de la réforme du portefeuille de l'Etat au cabinet de Justin Kalumba Mwana Ngongo, ministre national des Transports et Voies de Communication dans la réforme du gouvernement Matata II le 25 septembre 2015.
Le 19 décembre 2016, Nathalie Bul'an'sung est nommée vice-ministre nationale du Commerce extérieur dans le gouvernement Badibanga .
En janvier 2018, elle est nommée Coordinatrice nationale de la Centrale électorale du parti politique ACO - Avenir du Congo. À l'issue des élections Présidentielles et législatives en RDC du 30 décembre 2018, le parti ACO - Avenir du Congo récolte 12 députés nationaux, 20 députés provinciaux et 7 sénateurs.
La même année, elle crée la FONABU - Fondation Nathalie Bul'an'sung, concentrée sur 3 enjeux principaux: l’éducation, l’autonomisation de la femme et la réinsertion des plus démunis au sein de la société congolaise .
Le 15 mars 2019, Nathalie Bul'an'sung est élue Sénatrice pour la Province du Kwango.
Le 25 mai 2020, Nathalie Bul'an'sung fait partie des treize sénateurs nommés membres de la commission spéciale chargée d'examiner la demande d'autorisation aux fins d'instruction du procureur général sollicitant la levée des immunités de Alexis Thambwe Mwamba, président du Sénat. La Sénatrice Bijou Ngoya avait déposé une plainte contre le président de la chambre haute du Parlement pour injures publiques et imputations dommageables. Le lendemain 26 mai 2020, cette commission spéciale a rejeté la demande du procureur général et a recommandé à la plénière du Sénat de voter pour la cessation des poursuites judiciaires contre Alexis Thambwe Mwamba.
Le 2 mars 2021, Nathalie Bul'an'sung est élue rapporteur adjoint du Sénat à l'issue du second tour de l'élection organisée à la chambre haute du Parlement.

## Vie privée
Nathalie Bul'an'sung est mariée depuis 2007 avec Sante Nzinga Nizetu, député élu du Kongo-Central. Ils ont 3 enfants.